# Заслужений будівельник УРСР
Заслужений будівельник УРСР — почесне звання, присвоюване висококваліфікованим працівникам будівництва, промисловості будівельних матеріалів та будівельної індустрії, науково-дослідних, проєктних, вишукувальних та інших об'єднань, установ та організацій за видатні виробничі та науково-технічні досягнення, прискорення темпів, поліпшення якості, забезпечення високої рентабельності виробництва.
Президія ВР УРСР видала указ про встановлення почесного звання 4 серпня 1958 року.
У 2001 році, згідно з указом Президента України № 461, замінено почесним званням Заслужений будівельник України.